# Pawłowo (powiat mławski)
Pawłowo – wieś sołecka w Polsce, położona w województwie mazowieckim, w powiecie mławskim, w gminie Szydłowo.
| SIMC    | Nazwa     | Rodzaj     |
| ------- | --------- | ---------- |
| 1055888 | Działy    | część wsi  |
| 1055948 | Michałowo | przysiółek |

Wierni Kościoła rzymskokatolickiego należą do parafii św. Marii Magdaleny, św. Kazimierza w Szydłowie.
W latach 1975–1998 miejscowość należała administracyjnie do województwa ciechanowskiego.
W marcu 2017 w zderzeniu samochodu ciężarowego z busem (droga wojewódzka nr 544) zginęło we wsi pięć osób, a cztery zostały ranne.